# Acutaspis litorana
Acutaspis litorana är en insektsart som beskrevs av Ernest Lepage 1942. Acutaspis litorana ingår i släktet Acutaspis och familjen pansarsköldlöss. Inga underarter finns listade i Catalogue of Life.